# Landstingsvalen i Sverige 1938
Landstingsvalen i Sverige 1938 genomfördes söndagen den 18 september 1938. Vid detta val valdes landsting för mandatperioden 1939–1942 i samtliga län. Valet påverkade också på sikt första kammarens sammansättning.

## Valresultat
| Parti                | Parti                        | Röster             | Röster | Röster | Mandatfördelning | Mandatfördelning |
| Parti                | Parti                        | Antal              | %      | +− %   | Antal            | +−               |
| -------------------- | ---------------------------- | ------------------ | ------ | ------ | ---------------- | ---------------- |
|                      | Socialdemokraterna           | 1 024 851          | 49,5   | +8,0   | 635              | +127             |
|                      | Högerns riksorganisation     | 344 672            | 16,6   | -5,9   | 194              | -85              |
|                      | Bondeförbundet               | 328 834            | 15,9   | -0,7   | 176              | -36              |
|                      | Folkpartiet                  | 253 926            | 12,3   | -0,4   | 127              | +7               |
|                      | Sveriges kommunistiska parti | 65 980             | 3,2    | +0,7   | 15               | +6               |
|                      | Socialistiska partiet        | 34 364             | 1,6    | -1,9   | 2                | -10              |
|                      | Nationalsocialister          | 9 925              | 0,5    | +-0    | 0                | +-0              |
|                      | Övriga partier               | 8 755              | 0,4    | —      | 0                | —                |
| Antal giltiga röster | Antal giltiga röster         | 2 071 307          | 100,0  |        | 1 149            | +9               |
| Ogiltiga röster      | Ogiltiga röster              | 5 993              |        |        |                  |                  |
| Totalt               | Totalt                       | 2 077 300 (65,3 %) |        |        |                  |                  |